# Gletscherbahn Kaprun

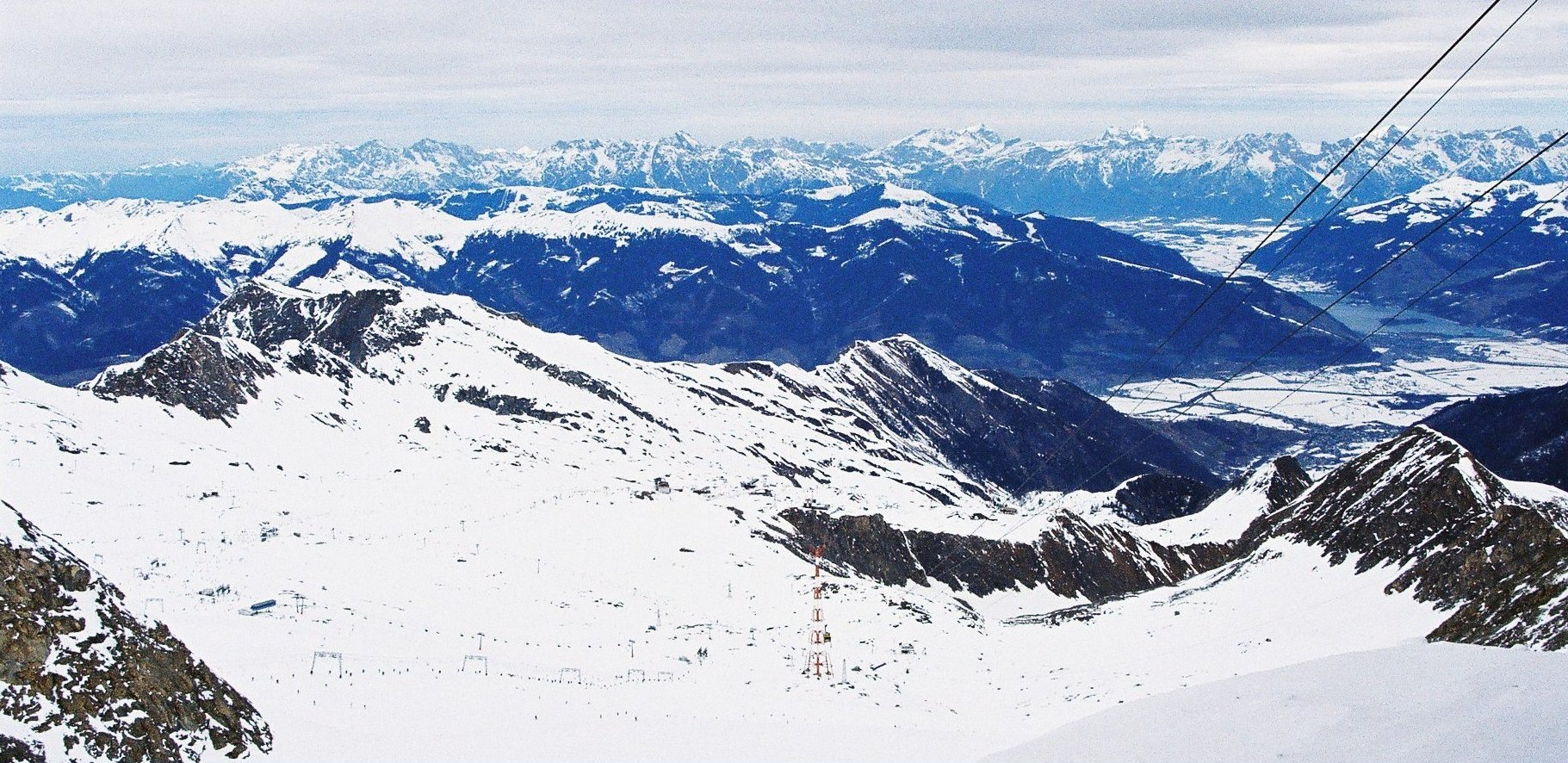
Pohled z Kitzsteinhornu na ledovec, Kaprun a Zell am See.

Gletscherbahn Kaprun je název několika lanovek v rakouské obci Kaprun, které vedou na horu Kitzsteinhorn. Provozovatelem je společnost Gletscherbahnen Kaprun AG, kterou 1. srpna 1963 založily Tauernkraftwerke AG, obec Kaprun a spolková země Salcbursko za účelem rozvoje ledovce v celoroční lyžařské středisko (Alpincenter Kaprun).

## Přehled
Tabulkový přehled lanových drah (vleky nejsou zahrnuty) GBK:
| Lanová dráha          | Druh                                                                                          | Uvedení do provozu | Nadmořská výška dolní stanice (v m) | Nadmořská výška horní stanice (v m) | Délka (v m) | Kapacita cestujících za hodinu |
| --------------------- | --------------------------------------------------------------------------------------------- | ------------------ | ----------------------------------- | ----------------------------------- | ----------- | ------------------------------ |
| Gletscherjet 1        | 24kabinová lanovka                                                                            | 2001               | 911                                 | 1 979                               | 2 508       | 1 800                          |
| Gletscherjet 2        | 15místná monokabelová gondola                                                                 | 2002               | 1 978                               | 2 450                               | 1 460       | 2 200                          |
| Gletscherjet 3        | Kombinovaný výtah s 10místnými kabinkami a 8místnými lavicemi                                 | 2015               | 2 448                               | 2 628                               | 1 010       | 3 600                          |
| Gletscherjet 4        | 10místná monokabelová gondola                                                                 | 2015               | 2 628                               | 2 926                               | 1 150       | 3 326                          |
| Panoramabahn          | 8místná monokabelová gondola                                                                  | 1991               | 928                                 | 1 979                               | 2 549       | 1 850                          |
| Gipfelbahn            | Kabinová lanovka (60 osob)                                                                    | 1966/1981          | 2 452                               | 3 029                               | 2 200       | 600                            |
| Gletscher-Shuttle     | nadzemní lanová dráha                                                                         | 1990               | 2 928                               | 3 020                               | 257         | 500                            |
| 6er-Sonnenkarbahn     | 6sedačková lanovka s ochrannými kryty proti povětrnostním vlivům                              | 1997               | 2 414                               | 2 673                               | 759         | 3 000                          |
| 2er-Sonnenkarbahn     | 2sedačková lanovka                                                                            | 1987               | 2 414                               | 2 611                               | 780         | 1 440                          |
| Langwiedbahn          | 4sedačková lanovka s ochrannými kryty proti povětrnostním vlivům                              | 1990               | 1 976                               | 2 453                               | 1 505       | 2 200                          |
| Gratbahn              | 4sedačková lanovka s ochrannými kryty proti povětrnostním vlivům                              | 1992               | 2 450                               | 2 656                               | 1 127       | 2 670                          |
| 6er-Kristallbahn      | 6místná sedačková lanovka s ochrannými kryty proti povětrnostním vlivům a vyhřívanými sedadly | 2007               | 2 265                               | 2 678                               | 1 820       | 2 600                          |
| 8er-Schmiedingerbahn  | 8místná sedačková lanovka s ochrannými kryty proti povětrnostním vlivům a vyhřívanými sedadly | 2016               | 2 530                               | 2 775                               | 721         | 2 900                          |
| Maiskogelbahn         | 10místná monokabelová gondola                                                                 | 2018               | 748                                 | 1 570                               | 3 813       | 2 800                          |
| Almbahn Kaprun        | 6sedačková lanovka s ochrannými kryty proti povětrnostním vlivům                              | 2006               | 1 125                               | 1 733                               | 2 206       | 2 000                          |
| 3K Maiskogel-Langwied | 32místná trikabelová lanovka                                                                  | 2019               | 1 570                               | 1 975                               | 4 311       | 2 700                          |

## Gletscherbahn Kaprun 1
Gletscherbahn Kaprun 1 je tříúseková visutá lanová dráha, která byla uvedena do provozu 12. prosince 1965. Díky jejímu zpřístupnění ledovců Schmiedingerkees a Maurerkees se Kitzsteinhorn stal první ledovcovou lyžařskou oblastí v Rakousku.

### Úseky 1 a 2
Kabinová lanovka byla uvedena do provozu 12. prosince 1965. Nejnižší úsek z Kapruner Thörl na Salzburger Hütte měl délku 2 028 metrů s výškovým rozdílem 970 metrů. Druhý úsek lanovky začínal u Salzburger Hütte, vedl kolem Krefelder Hütte do Alpincenter a výškový rozdíl činil 554 metrů.
Druhý úsek velkokabinové obousměrné lanové dráhy byl v roce 1990 nahrazen novou čtyřsedačkovou lanovkou (Langwiedbahn) a první úsek byl v roce 1991 nahrazen novou osmimístnou gondolovou lanovkou (Panoramabahn).

### Úsek 3

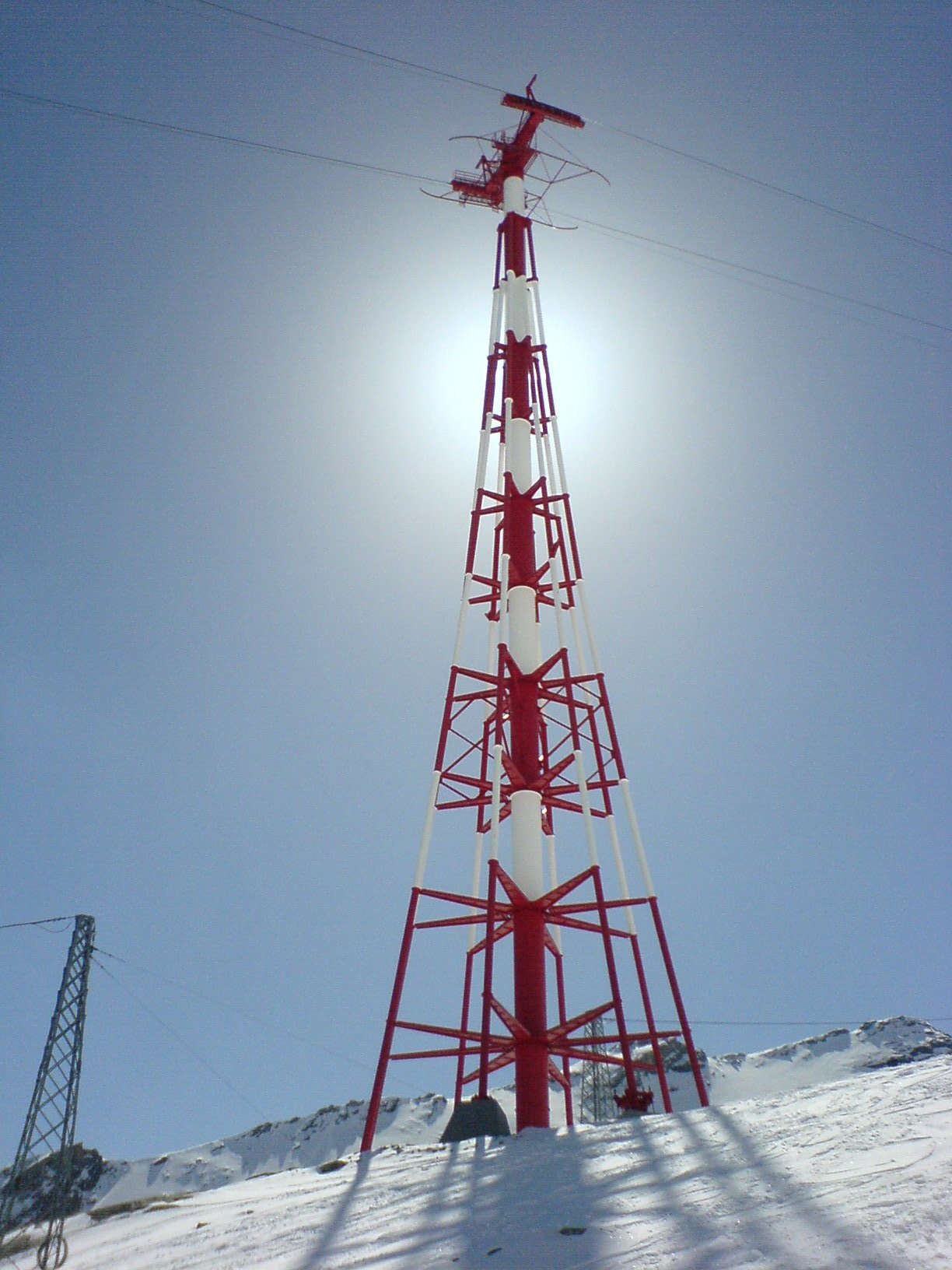
Do roku 2016 se jednalo o nejvyšší sloup lanovky na světě.

Gletscherbahn Kaprun 3 je třetím úsekem lanovky na Kitzsteinhorn, která byla uvedena do provozu 26. listopadu 1966. Byla postavena společnostmi Elin, Waagner-Biro a Swoboda a navržena jako velká gondolová lanovka se dvěma kabinami (každá s kapacitou 60 osob). Jezdí z dolní stanice Alpincenter ve výšce 2453 m n. m. do stanice na severozápadním hřebeni Kitzsteinhornu ve výšce 3029 m n. m. Délka této lanovky je 2 208 metrů a její maximální sklon činí 42 %. Doba jízdy činí 8,5 minuty a maximální rychlost 36 km/h.
Gletscherbahn Kaprun 3 má dva podpůrné sloupy, které byly až do výstavby lanovky Ha Long Queen ve Vietnamu nejvyššími podpůrnými sloupy lanovky na světě. Jedná se o 113,6 metru vysokou ocelovou příhradovou konstrukci, která je zasazena do čtvercového betonového bloku o délce strany 17 metrů, jenž je umístěn na skalním zubu. Konstrukce se skládá z centrální ocelové trubky o průměru 2,2 metru, v níž je umístěn výtah pro údržbu a žebřík. Tento tubus je podepřen osmi parabolickými ocelovými vzpěrami o průměru 500 milimetrů. Tyto vzpěry jsou k centrálnímu tubusu připojeny každých 10 metrů. Původní výška podpěrného sloupu činila 103 metrů. Od té doby byla dvakrát navýšena, nejprve na 106,9 metrů a nakonec na 113,6 metrů. Stavba byla zahájena a dokončena v roce 1966.

## Gletscherbahn Kaprun 2

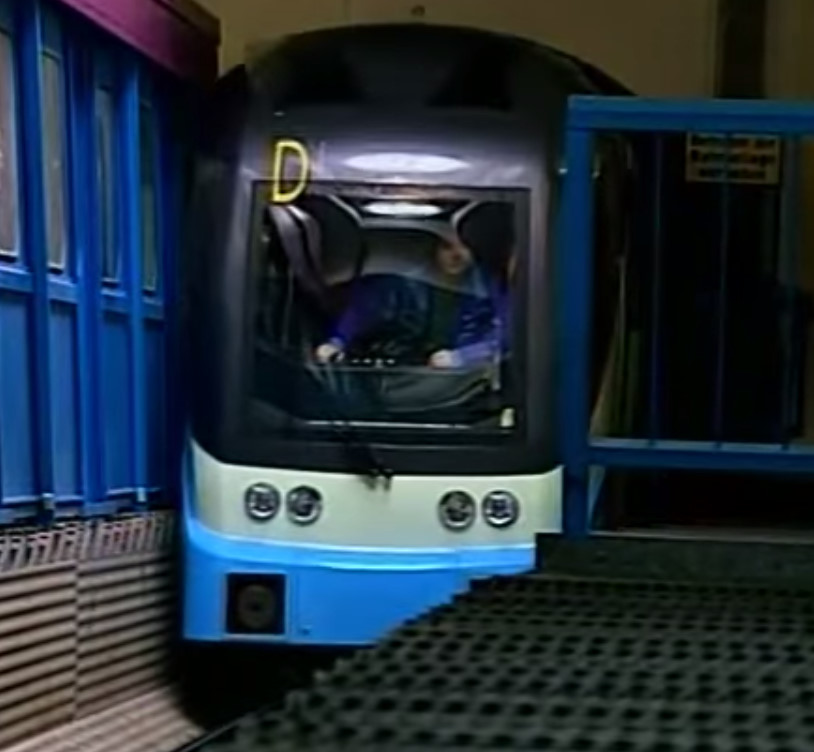
Vlaková souprava Gletscherbahn Kaprun 2 vjíždí do horní stanice

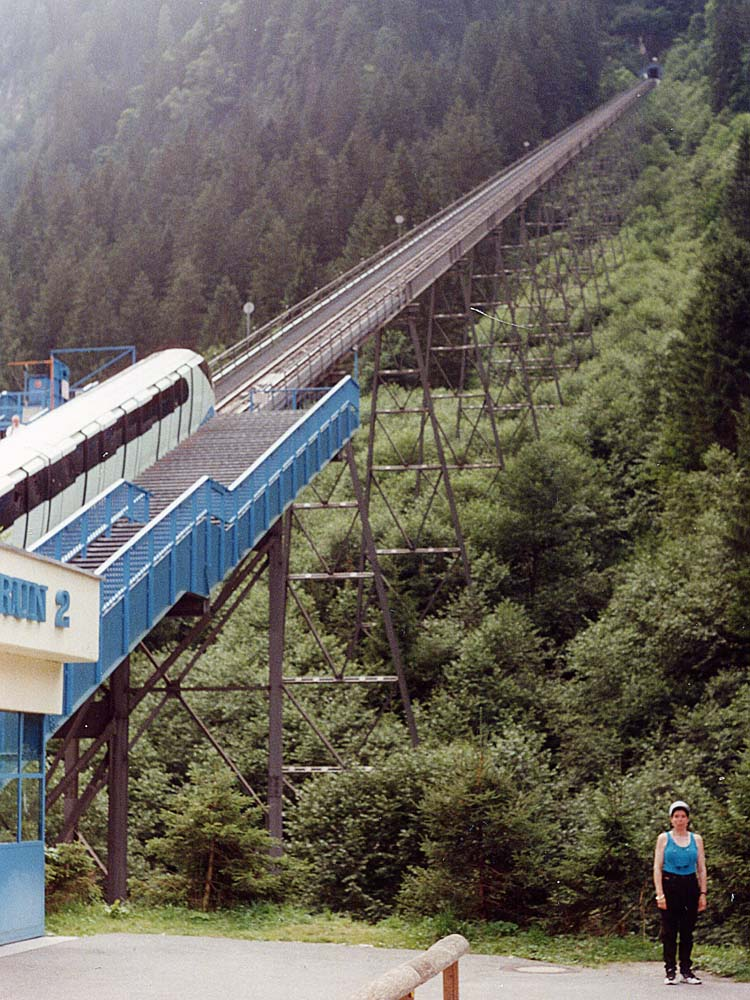
Jedna z vlakových souprav Gletscherbahn Kaprun 2 čekající v dolní stanici několik týdnů před požárem

Gletscherbahn Kaprun 2 (GBK 2) byla pozemní lanová dráha, která byla uvedena do provozu 23. března 1974 po přibližně dvou a půl letech výstavby. Vzhledem k prudkému nárůstu počtu návštěvníků již Gletscherbahn Kaprun 1 nestačila, a proto se v roce 1969 začala plánovat výstavba druhé lanovky. Navzdory vysokým nákladům na stavbu ve výši přibližně 197 milionů šilinků bylo rozhodnuto o výstavbě podzemní lanové dráhy, neboť mohla fungovat bez ohledu na počasí. Slavnostní položení základního kamene projektu se uskutečnilo 19. listopadu 1971, tunel byl hlouben převážně pomocí tunelovacího stroje a vrtné práce byly dokončeny zhruba po roce. Dne 21. března 1974 bylo vydáno povolení k provozu tehdy největší lanové dráhy na světě – první den provozu nového systému nastal 23. března 1974 po ukončení zkušebního provozu.
Dráha měla délku přibližně 3 900 metrů, přičemž prvních 625 metrů vedlo přes ocelový most k portálu tunelu, čistá délka tunelu činila 3286 metrů. Průměrný sklon byl 411,4 ‰, maximální sklon 500 ‰. Pohon systému – 2 elektromotory, každý o výkonu 800 kW – byl umístěn v horní stanici, zatímco napínací systém kabelů o hmotnosti 13 tun byl umístěn ve spodní stanici. Stavbu zajišťovaly společnosti Waagner-Biro, Elin, Swoboda a Siemens.
Oba vlaky byly trvale spřažené dvouvozové jednotky a nesly názvy „Gletscherdrachen“ a „Kitzsteingams“, které jezdily na neobvyklém rozchodu 946 milimetrů. Každá jednotka byla dlouhá 29 metrů a šířka vozu činila 1,80 metru. Jedna vlaková souprava dokázala přepravit až 180 osob z dolní stanice do Alpincenter (47° 12′ 31″ s. š., 12° 41′ 20″ v. d.) za přibližně 8,5 minuty. Alpincenter se nachází v nadmořské výšce 2 450 m. Maximální rychlost dosahovala 10 m/s (36 km/h). Přepravní kapacita systému tedy byla 1240 cestujících za hodinu. V roce 1994 byly obnoveny a modernizovány vlakové soupravy. Až do vypuknutí požáru bylo přepraveno přibližně 18 milionů osob a zařízení tak bylo považováno za lanovku s největším počtem cestujících v Rakousku.
Lanovka byla jednokolejná s výhybkou Abt uprostřed trati. V oblasti průjezdního bodu se nacházela prostřední stanice „Breitriesenalpe“, kam bylo možno dojet i na lyžích. Pod Salzburger Hütte končila sjezdovka před 650 m dlouhým přístupovým tunelem, jenž byl na jedné straně vybaven umělou sjezdovkou pro lyžaře a umožňoval přístup k nástupišti s lyžemi na nohou. Když byla lanovka po požáru v roce 2000 uzavřena, nemohl být tunel nadále využíván.
Poslední oficiální hlavní kontrola proběhla v červnu 1997, poslední generální oprava v září 2000.

### Požár lanovky v roce 2000
Při požáru ze dne 11. listopadu 2000 zemřelo na následky uhoření či vdechnutí kouře 155 lidí, včetně strojvedoucího a turisty v protijedoucím vlaku a tří lidí v horní stanici. Tunel byl ještě nějakou dobu používán pro přepravu materiálu, ale poté byl trvale uzavřen. Stále jím vede zásobovací a odpadní potrubí z Alpincenter. Poté, co v roce 2014 vypršela koncese na provoz zařízení, byly všechny části dolní stanice a 600 m dlouhý ocelový most definitivně demontovány. Horní stanice je nyní využívána jako sklad.

## Gletscherjet 1–4
Lanovka Gletscherjet 1 byla otevřena 23. prosince 2001 a jednosedačková lanovka Gletscherjet 2 19. října 2002. Obě lanovky nahradily pozemní lanovou dráhu Gletscherbahn Kaprun 2 a jezdí souběžně s úseky 1 a 2 lanovky Gletscherbahn Kaprun 1. Výstavba lanovek Gletscherjet 3 a Gletscherjet 4 začala na jaře 2014 a byla dokončena na podzim 2015.

## Kristallbahn
Kristallbahn, odpojitelná vyhřívaná šestisedačková lanovka s novou trasou, nahrazuje lanovku Krefelderhüttenlift.

### Technické parametry
- Dolní stanice: 2 260 m n. m.
- Horní stanice: 2 671 m n. m.
- Výškový rozdíl: 412 m
- Délka: 1 820 m
- Rychlost jízdy: 5 m/s (18 km/h)

## Maiskogelbahn
Maiskogelbahn je monokabelová gondola pro 10 cestujících, která byla uvedena do provozu 14. prosince 2018. Horní stanice Maiskogelbahn slouží zároveň jako dolní stanice lanovky 3S-Bahn, jež byla otevřena na konci listopadu 2019. Díky tomu lze cestovat z Kaprunu přímo na ledovec.

### Technické parametry
- Dolní stanice: 768 m n. m.
- Horní stanice: 1 570 m n. m.
- Výškový rozdíl: 802 m
- Délka: 3 813 m
- Rychlost jízdy: 6 m/s (21,6 km/h)

## 3K Maiskogel-langwied
3K Maiskogel-Langwied je lanovka typu 3S-Bahn zajišťující spojení mezi Kitzsteinhornem (Langwiedboden) a horní stanicí Maiskogelbahn. Do provozu byla uvedena 30. listopadu 2019.

### Technické parametry
- Dolní stanice: 1 570 m n. m.
- Horní stanice: 1 975 m n. m.
- Výškový rozdíl: 405 m
- Délka: 4 311 m
- Rychlost jízdy: 8 m/s (28,8 km/h)

## Další lanovky
Přestože je Kitzsteinhorn v podstatě celoročním lyžařským areálem, musel být v roce 1986 kvůli klimatickým změnám poprvé na několik týdnů přerušen lyžařský provoz během horkého léta. Od roku 1999 se na Kitzsteinhornu používají také sněžná děla, která zajišťují sněhovou pokrývku zejména v oblasti mezi Alpincenter a dolním okrajem ledovce. V roce 2004 byly poprvé instalovány ochranné sněhové fólie proti tání sněhu.

## Struktura společnosti

### Správní rada
Ředitel Thomas Maierhofer, od 1. srpna 2023

### Dozorčí rada
- Rudolf Zrost, předseda
- Domenik David, místopředseda

### Prokurista
- Günther Brennsteiner

### Základní kapitál a akcionáři
| Podíl    | Akcionáři                                | v milionech eur | Další údaje o akcionářích                                                                              |
| -------- | ---------------------------------------- | --------------- | --- |
| 40,19 %  | Gemeinde Kaprun                          | 1,8086          | |
| 33,34 %  | Kapruner Tourismus Holding GmbH          | 1,5003          | 100% dceřiná společnost Kapruner Wirtschaftstreuhand GmbH, daňová poradenská firma se sídlem v Kaprunu |
| 11,00 %  | Tourismusverband Kaprun                  | 0,4950          | |
| 8,79 %   | Kapruner Promotion & Lifte Ges.m.b.H     | 0,3956          | Člen dozorčí rady: mimo jiné Karlsböck Norbert Ing.                                                    |
| 6,68 %   | Private und Mitarbeiter der Gesellschaft | 0,3005          | |
| 100,00 % | Základní kapitál                         | 4,5000          | |